# Сеть вооружённых сил США
Сеть вооружённых сил США или Сеть американских вооружённых сил (англ. American Forces Network (AFN)) — вещательное подразделение службы телерадиовещания вооружённых сил США (American Forces Radio and Television Service (AFRTS)). Сеть осуществляет радио-, теле- и интернет-трансляцию развлекательных, новостных передач, а также управляет внутренними информационными сетями министерства обороны США по всему миру. Кроме этого Сеть ретранслирует популярные на территории США теле- и радиопередачи. Аудиторией является военнослужащие США, гражданские служащие правительственных учреждений США, члены их семей, расположенные на военных и гражданских объектах за границей, а также на кораблях военно-морских сил. Штаб-квартира находится в Форт-Мид, штат Мэриленд, Сеть является частью Службы оборонных средств массовой информации.
Названия AFRTS, American Forces Network и AFN являются зарегистрированными торговыми знаками министерства обороны США и часто употребляются как синонимы для обозначения службы телерадиовещания вооружённых сил США AFRTS (обычно произносится как A-Farts).

## История
Сеть вооружённых сил США появилась 26 мая 1942 года, когда военное министерство создало радиослужбу вооружённых сил (Armed Forces Radio Service (AFRS)) со штаб-квартирой в Лос-Анджелесе. К 1945 году действовало уже около 300 военных радиостанций, но после окончания второй мировой войны к 1949 году их количество сократилось до 60. После окончания войны работало также 7 вещательных радиостанций, расположенных в гарнизонах американских войск в Мюнхене, Франкфурте, Байройте, Бремене, Бремерхафене, Штутгарте и Берлине.
После победы над нацистской Германией AFN имела огромную аудиторию среди жителей ФРГ, уступая только аудитории Британской сети вооружённых сил (BFN), которая имела от 4 до 5 миллионов слушателей, намного опережая немецкие радиостанции. Молодые люди чаще выбирали AFN, так как там транслировалась популярная в то время поп-музыка, запрещённая в нацистской Германии. Сеть способствовала установлению хороших отношений между оккупационными войсками США и немецким населением, знакомила их с западной идеологией, культурой, музыкой, слушая радио они изучали английский язык.
Кроме немцев, большую популярность AFN имела среди жителей Британии, а также среди британских военнослужащих в Европе, находясь в зоне действия передатчиков BBC, а иногда и вне этой зоны. AFN ежегодно получала 150 тысяч заявок и писем от слушателей, большая часть из которых были от британцев.
В 1953 году на авиабазе ВВС США Лаймстоун (Limestone Air Force Base), штат Мэн была запущена первая экспериментальная телевизионная станция и в 1954 году радиослужба вооружённых сил (AFRS) была преобразована в службу телерадиовещания вооружённых сил (Armed Forces Radio and Television Service (AFRTS)).
В августе 1955 года радио AFN вещало в эфире 133 часа в неделю и 19 часов в день. Наполнение сетки передач было следующим: 36 % являлось готовым контентом от руководства радиослужба вооружённых сил, 43 % создано производственными подразделениями Сети и 22 % создано местными радиостанциями.
В 1969 году AFRTS начала использовать спутники для прямых трансляций новостей и спортивных событий, в начале 1970-х годов представила цветное вещание. В 1988 году коротковолновые радиотрансляции были заменены на спутниковое радио.
В 1990-91 годах во время проведения операций «Щит пустыни» и «Буря в пустыне» служба телерадиовещания вооружённых сил организовала радио- и телесеть, обеспечив тысячи военнослужащих знакомыми новостными, спортивными и развлекательными трансляциями.
В 1995 году служба телерадиовещания вооружённых сил США и военно-морской центр СМИ (Naval Media Center (NMC)) начали исследования возможности обеспечения кораблей ВМФ США непрерывными спутниковыми услугами. 23 декабря 1997 г. для регионов Индийского, Атлантического и Тихого океанов была запущена спутниковая система Direct to Sailor (DTS) (буквальный перевод Прямо к моряку), предоставляющая радио, телевидение и спутниковый интернет. Используя 3 спутника система DTS обеспечивает почти полное покрытие морей и океанов, где действуют корабли ВМФ США.
В 1998 году было запущено спутниковое телевидение для аудитории, проживающей в зоне действия Европейского командования Вооружённых сил США. Перед началом запуска почти 50 тысяч военнослужащих могли принимать только один эфирный телевизионный канал AFN или, вообще, ни одного. По состоянию на 2008 год, в Европе и Юго-Западной Азии было уже 32 тысячи абонентов спутникового телевидения.
В 2002 году спутниковое телевидение было запущено для Индо-Тихоокеанского командования Вооружённых сил США. По состоянию на май 2009 года в зоне действия командования было 7,7 тысяч абонентов спутникового телевидения AFN.
В январе 2020 года в ходе ежегодного обслуживания оборудования сети вооруженных сил США в Антарктиде и Новой Зеландии аналоговое оборудование было заменено на цифровое. В результате модернизации 700 американских научных работников и 2500 человек вспомогательного персонала, работающих в Антарктиде, теперь могут получать цифровое телевидение и радио, а также услуги интернета.
С осени 2020 года на территории Германии прекращается бесплатная трансляция кабельных каналов для семейного жилья, квартир и казарм из-за прекращения контракта на субсидирование с провайдером кабельных услуг. Изменение коснётся 30 тысяч кабельных соединений в пяти гарнизонах сухопутных войск США: Ансбах, Рейнланд-Пфальц, Штутгарт, Бавария и Висбаден. Бесплатное обслуживание продолжится в местах общественного пользования, таких как фитнес-центры и столовые.
Для поддержки своих войск AFRTS вещала в Сомали, Гаити, Хорватии, Боснии, Венгрии, Македонии, Албании, Косово, Восточном Тиморе, Центральной Америке, а также в районах проведения операций «Несокрушимая свобода» и «Иракская свобода».
В настоящее время служба телерадиовещания вооруженных сил (Armed Forces Radio and Television Service) носит название служба телерадиовещания вооруженных сил США (American Forces Radio and Television Service). Служба использует 10 спутников и работает в 168 странах мира, а также на борту 200 кораблей ВМС США, обеспечивая «прикосновение к родному дому» («touch of home») более чем для 1 миллиона военнослужащих США, проходящих службу за границей.

## Организационная структура

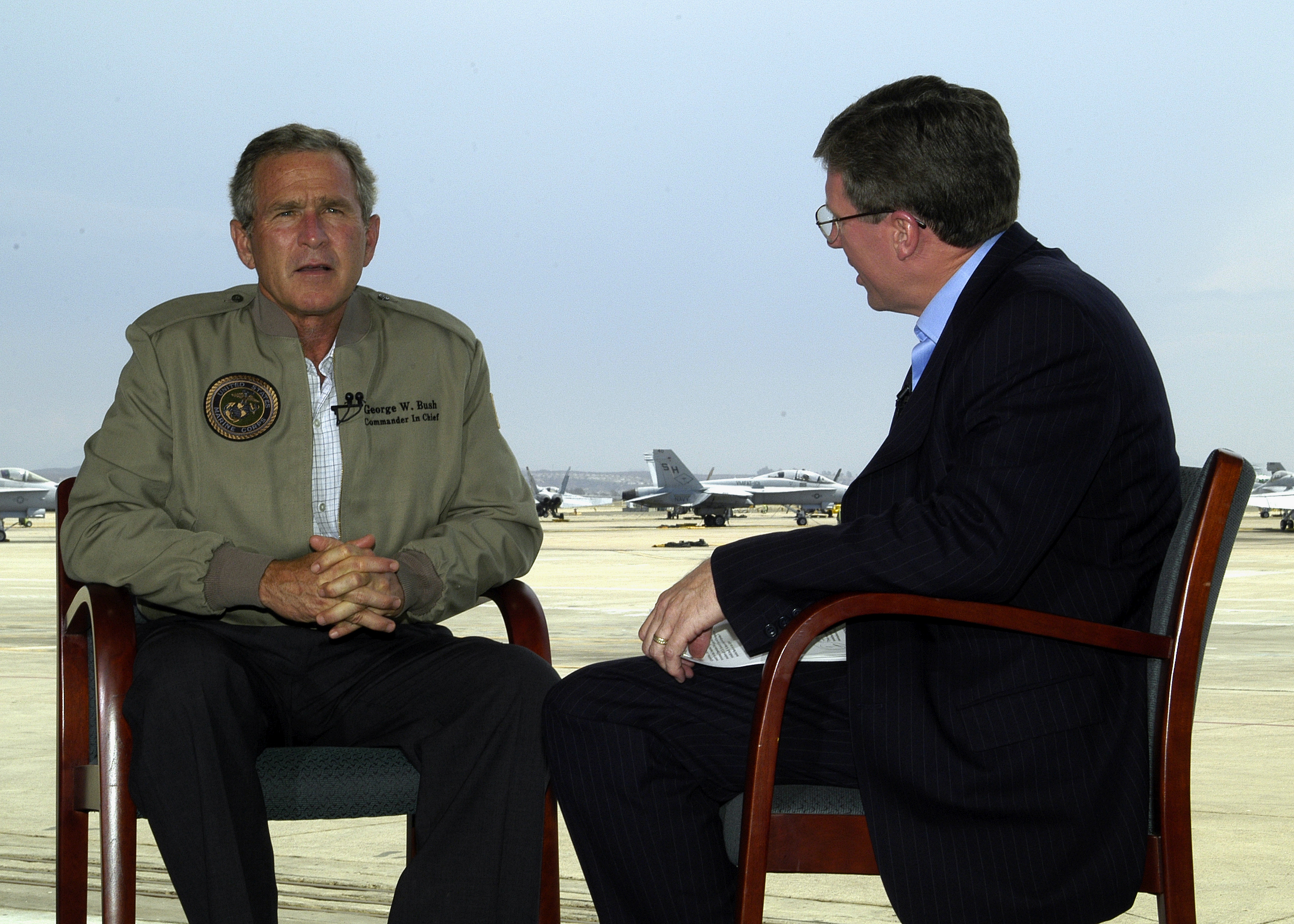
Президент США Джордж Буш даёт интервью корреспонденту AFRTS

Сеть вооруженных сил США это подразделение службы телерадиовещания вооруженных сил США (American Forces Radio and Television Service), входит в состав службы оборонных средств массовой информации. Находится под оперативным контролем Аппарата помощника министра обороны по связям с общественностью (Assistant to the Secretary of Defense for Public Affairs). Редакторская политика контролируется министерством обороны, в отличие, например, от службы телерадиовещания британских вооруженных сил British Forces Broadcasting Service, которая независима от министерства обороны Великобритании. В Сети вооруженных сил США работают военнослужащие, гражданский персонал министерства обороны США, а также наёмные работники, подписавшие контракт с минобороны.
C 1997 года весь военный персонал организации проходит начальную и углубленную подготовку в Школе информации вооруженных сил США в Форт-Мид. Студенты проходят суровое прослушивание, подготовленное телерадиокомпанией CBS для обучения собственных ведущих. Прошедшие пробы получают профессию «Специалист по телерадиовещанию» («Broadcast Specialists») и идут работать в службу телерадиовещания вооруженных сил США (AFRTS).
Некоторые ведущие программ AFN до поступления на военную службу имели опыт гражданского и коммерческого вещания, но он не является необходимым условиям для работы в Сети вооруженных сил. Во время обучения ведущих учат работе на современном оборудовании аудио- и видеообработки, аналогичным гражданским аналогам.
Управление AFN находится в штаб-квартире Службы оборонных средств массовой информации в Форт-Мид. Телерадиопередающий центр Сети вооруженных сил (AFN Broadcast Center/Defense Media Center) находится в округе Риверсайд, штат Калифорния, откуда вещают все радио- и телевизионные спутниковые каналы.

### Телевидение
Телевидение AFN вещает в стандартом североамериканском стандарте NTSC, спутниковая трансляция использует систему условного доступа PowerVu. AFN ретранслирует популярные программы известных американских телевизионных операторов за небольшую плату или бесплатно, вещание осуществляется по лицензии и доступно только военнослужащим, гражданскому персоналу США, служащим дипломатических представительств и членам их семей, находящихся за рубежом. По состоянию на 2015 год AFN вещала 8 спутниковых телеканалов, из которых один канал был в формате HD. К 2017 году планировалось полностью перейти на HDTV.
Сеть постепенно переходит на кабельное и спутниковое телевидение, отказываясь от эфирного вещания, частоты которого возвращают странам-хозяевам. Для просмотра телевидения абонентам надо приобрести телевизионную приставку и купить лицензию.

#### Реклама на телевиденииAFN
На телевидении AFN в перерывах между просмотрами телепередач и фильмов вместо рекламных коммерческих видеороликов телеканалов транслируются различные информационные ролики от командования, такие как напоминание о необходимости регистрации для голосования, уведомления о проведении местным командованием мероприятий и образовательных программ, советы по сохранению здоровья и ведению здорового образа жизни, анонсы местных кинотеатров, а также различная социальная реклама. Кроме этого, транслируются объявления от некоммерческой организации Ad Council (Совет по рекламе).
Единственными разрешёнными коммерческими рекламными роликами на телевидении AFN до настоящего времени были рекламные ролики военно-торговой службы Сухопутных войск и ВВС (Army & Air Force Exchange Service (AAFES)) и анонсы фильмов кинематографической службы ВМС (Navy Motion Picture Service).
Многие из 35 представительств AFN могут заменять центральные трансляции местными передачами и выпусками новостей. Некоторые военнослужащие приветствуют такой подход, другие же выступают против, особенно, во время трансляции Суперкубка, многие жалуются на скучность и однообразность рекламы.

#### Телеканалы
- AFN Prime. Ранее назывался AFN Atlantic и AFN Pacific. Транслирует популярные в США ситкомы, драмы, судебные и разговорные ток-шоу, реалити-шоу с задержкой от 24 часов до 6 месяцев и более от даты трансляции на территории США. Разделен на три часовых пояса (AFN Prime Atlantic, AFN Prime Freedom (Ближний Восток) и AFN Prime Pacific)), вещающими в местном региональном времени на следующие регионы: Япония/Корея, Центральная Европа и Ирак. Некоторые региональные каналы, такие как AFN-Europe и AFN-Korea, базируются на трансляции AFN Prime с добавлением местного контента, таким образом AFN Prime реализовывает концепцию телевизионной сети.

- AFN Spectrum. Позиционируется как консервативный культурно-ориентированный канал, транслирующий передачи из кабельных сетей и классические телесериалы. В настоящее время по каналу транслируется такой традиционный для США контент как телешоу «American Idol» и комедийный сериал «Дурнушка».

- AFN News. Новостной канал, транслирующий передачи основных американских новостных агентств, такие как NBC Nightly News, Fox News Channel, ABC World News, CBS Evening News. Утренние новости транслируются с задержкой так, что посмотреть их можно только вечером.

- AFN Family/AFN Pulse. Развлекательный телеканал, который позиционирует себя как канал для семейного просмотра, хотя реальное вещание в течение дня ориентировано на разные детские возрастные группы от 2 до 17 лет. В сентябре 2013 года канал разделился на два канала AFN Family и AFN Pulse, из которых первый транслирует преимущественно дневные передачи для детей в возрасте от 2 до 13 лет, а канал AFN Pulse работает в прайм-тайм для детей старшего возраста.

- AFN Movie. Канал, демонстрирующий фильмы и передачи, посвященные фильмам.

- AFN Sports. Спортивный канал, транслирующий спортивные новости от популярных американских спортивных передач, а также матчи Национальной футбольной лиги, НБА, Национальной Ассоциации гонок серийных автомобилей, Главной лиги бейсбола, НХЛ, Национальной ассоциации студенческого спорта, ФИФА Профессиональной ассоциации гольфистов, а также другие спортивные соревнования с большим рейтингом.

- AFN Sports 2. Запущен в феврале 2006 года под названием AFN Xtra. Проводил трансляции смешанных единоборств, рестлинга, а также авто- и мотогонок.

- AFN Sports HD. Трансляция канала AFN Sports в формате высокой чёткости.

### Радио
AFN транслирует радиопередачи на разных частотах по всему миру. Кроме спутниковой трансляции в сетку вещания включают также передачи местных диск-жокеев. AFN предлагает к прослушиванию 10 основных радиоканалов, из которых 5 музыкальных, 2 спортивных и 3 новостных/разговорных:
- Hot AC — популярные хиты настоящего и прошлого
- Today’s Best Country — кантри
- Gravity — вещает музыку в афро-американской направленности Urban — хип-хоп, рэп, регги и т. п.
- AFN Legacy — классика рока за последние 50 лет
- Joe Radio — музыка 80-х и 90-х годов
- The Voice — новости, информация и разговорные передачи
- AFN Clutch — спортивные трансляции от каналов ESPN и SportsMap
- AFN Fans — спортивные трансляции от радиосетей FOX Sports Radio и Sports Byline USA
- Power Talk — политический разговорный радиоканал всех спектров мнений, от либерального до консервативного
- NPR — общественные радиопередачи от National Public Radio

### Интернет-радио
В ноябре 2013 года Сеть вооруженных сил США запустила интернет-радио, увеличив охват аудитории за рубежом. Практически каждая радиостанция в Европе и Тихоокеанском регионе получила онлайн-вещание, также в Интернете было запущено 7 глобальных радиостанций AFN 360 Global. Интернет-радио AFN можно слушать через сайты afneurope.net и afnpacific.net, а также через мобильные приложения, доступные через iTunes и магазин Google Play.

#### AFN 360 Global
Глобальное вещание осуществляют следующие радиостанции
- AFN Fans — спортивные трансляции от радиосетей FOX Sports Radio и Sports Byline USA
- Gravity — вещает музыку в афро-американской направленности Urban — хип-хоп, рэп, регги и т. п.
- Hot AC — популярные хиты настоящего и прошлого
- Joe Radio — музыка 80-х и 90-х годов
- AFN Legacy — классика рока за последние 50 лет
- Power Talk — политический разговорный радиоканал всех спектров мнений, от либерального до консервативного
- The Voice — новости, информация и разговорные передачи
- Freedom Radio — альтернативный рок

#### Местные радиостанции в интернет-вещании

##### РадиостанцииAFNв Европе
Авиано, Бавария, Бахрейн, Бенилюкс, Висбаден, Виченца, Гуантанамо (залив), Инджирлик, Кайзерслаутерн, Лажиш, Неаполь, Рота, Сигонелла, Суда, Шпангдалем, Штутгарт.

##### РадиостанцииAFNв Тихоокеанском регионе
- Корея — Кунсан, Тэгу, Хамфрис.
- Япония — Ивакуни, Мисава, Окинава, Сасебо, Токио.

## Примечание
1. ↑  Судзиловский. M-Z, 1987, с. 87.
2. ↑  Судзиловский. M-Z, 1987, с. 364.
3. ↑  AFRTS Home Page (Домашняя страница Службы телерадиовещания вооруженных сил США), 31 декабря 2009 г., Архивировано, 24 января 2010 г.
4. ↑  Ray Kopp (Рэй Копп). Thunder in the Night, A Sailor's Perspective in Vietnam (Гром в ночи, точка зрения моряка о Вьетнаме). — 2004. — С. 64. — ISBN 1-892451-28-X. Архивировано 26 апреля 2016 года.
5. ↑  Ron Martini (Рон Мартини). Hot Straight and Normal (Всё идет как надо). — 2. — 2001. — С. 14. — ISBN 978-0-595-20825-8.
6. 1 2  Бывший солдат рассказывает о AFRTS Архивная копия от 15 сентября 2020 на Wayback Machine, 5 октября 2014 г.
7. 1 2  Veterans' Day special (Специально ко Дню Ветеранов), 29 ноября 2011 г., Архивировано
8. ↑  R. Stephen Craig, 1988, с. 309.
9. ↑  Patrick Morley, 2001, с. 133.
10. ↑  R. Stephen Craig, 1988, с. 308.
11. ↑  Patrick Morley, 2001, с. 131.
12. ↑  R. Stephen Craig, 1988, с. 310.
13. ↑  «Soldier pierces through snow to improve life in Antarctica» Архивная копия от 10 января 2020 на Wayback Machine («Солдат пробивает снег, чтобы улучшить жизнь в Антарктиде»), официальный сайт сухопутных войск США, 10 января 2020 г.
14. ↑  «Army in Germany will stop subsidizing AFN programming in military housing» Архивная копия от 7 сентября 2020 на Wayback Machine («Сухопутные войска США в Германии прекращают субсидирование предоставления кабельного телевидения в жилые дома»), газета Stars and Stripes, 8 июня 2020 г.
15. ↑  «DOD Employee Sews Compassion Into Face Masks for Coworkers, Friends» Архивная копия от 13 апреля 2020 на Wayback Machine («Сотрудница министерства обороны шьёт маски для коллег по работе и друзей»), официальный сайт министерства обороны США, 10 апреля 2020 г.
16. ↑  Комментарий про раздражающую рекламу Архивная копия от 17 июля 2022 на Wayback Machine, reddit, 2017 г.
17. ↑  Комментарий «Stupid AFN» («Глупая AFN»), reddit, 2018 г.
18. ↑  «AFN Internet radio service goes global Tuesday» Архивная копия от 25 мая 2020 на Wayback Machine («Во вторник запущен глобальный сервис интернет-радио AFN»), Stars and Stripes, 29 ноября 2013 г.

### Перевод военных терминов
- Судзиловский Г. А. Англо-русский военный словарь: около 70000 терминов. Том 1. A-L. — 3-е. — М.: Воениздат, 1987. — 655 с.
- Судзиловский Г. А. Англо-русский военный словарь: около 70000 терминов Том 2. M-Z. — 3-е. — М.: Воениздат, 1987. — 688 с.